# Vincenzo Cerulli Irelli (1947)
Vincenzo Cerulli Irelli (Roma, 28 marzo 1947) è un politico italiano.

## Biografia
Docente di diritto amministrativo, dal 1981 al 1987 ha insegnato alla facoltà di economia e commercio dell'Università di Perugia, dal 1987 al 1995 alla facoltà di giurisprudenza dell'Università di Firenze e dal 1995 al 2017 alla medesima facoltà dell'Università "La Sapienza" di Roma.
Alle politiche del 1996 è stato eletto alla Camera nel Collegio Elettorale di Teramo, col sostegno dell'Ulivo. Nel corso della legislatura, ha presieduto la Commissione bicamerale per la riforma amministrativa ed è stato relatore, tra le altre, delle leggi sulla riforma dell'attività amministrativa (c.d. «leggi Bassanini»: l. 15.3.1997, n. 59 e l. 15.05.1997, n. 127), sulle fondazioni bancarie (l. 21.12.1998, n. 461) e sulla Corte dei conti (l. 20.12.1996, n. 93).
Ricandidatosi alle politiche del 2001, è stato sconfitto dall'esponente della Casa delle Libertà Carla Castellani.
Successivamente ha contribuito alla stesura della legge sulla riforma del procedimento amministrativo (l. 11.02.2005, n. 15).

## Opere
- Lineamenti del diritto amministrativo, Giappichelli, 2006